# Selsurtita
La selsurtita és un mineral de la classe dels silicats que pertany al grup de l'eudialita. Rep el nom del mont Selsurt, a Rússia, la seva localitat tipus.

## Característiques
La selsurtita és un ciclosilicat de fórmula química (H₃O)₁₂Na₃(Ca₃Mn₃)(Na₂Fe)Zr₃◻{Si(Si₃O₉)₂(Si₉O₂₇)Si₉O₂₄(OH)₃}(OH)Cl(H₂O). Va ser aprovada com a espècie vàlida per l'Associació Mineralògica Internacional l'any 2022, sent publicada a finals del mateix any. Cristal·litza en el sistema trigonal.
L'exemplar que va servir per a determinar l'espècie, el que es coneix com a material tipus, es troba conservat a les col·leccions del Museu Mineralògic Fersmann, de l'Acadèmia de Ciències de Rússia, a Moscou (Rússia), amb el número de registre: 5843/1.

## Formació i jaciments
Va ser descoberta al mont Selsurt, al districte de Lovozero (óblast de Múrmansk, Rússia), sent aquest l'únic indret de tot el planeta on ha estat descrita aquesta espècie mineral.